# Prix Ampère
Der Prix Ampère, genauer Prix Ampère de l’Électricité de France, ist ein mit 50.000 € dotierter Preis (Stand 2014), mit dem die Französische Akademie der Wissenschaften herausragende Forschungsarbeiten aus der Mathematik und Physik auszeichnet. Der Preis wurde 1974 anlässlich des nahenden 200. Geburtstags von André-Marie Ampère gegründet.

## Preisträger
- 1974: Jean Brossel
- 1975: André Lagarrigue
- 1976: Jacques Dixmier
- 1977: Pierre-Gilles de Gennes
- 1978: Pierre Cartier
- 1979: Claude Cohen-Tannoudji
- 1980: Alain Connes
- 1981: Édouard Brézin, Jean Zinn-Justin
- 1982: Paul-André Meyer
- 1983: Claude Bouchiat, Marie-Anne Bouchiat, Lionel Pottier
- 1984: Daniel Kastler
- 1985: Haïm Brezis
- 1986: Georges Slodzian
- 1987: Michel Raynaud
- 1988: Jules Horowitz
- 1989: Adrien Douady
- 1990: Jean-Michel Bismut
- 1991: Michel Devoret, Daniel Estève
- 1992: Pierre-Louis Lions
- 1993: Christophe Soulé
- 1994: François David
- 1995: Claude Itzykson
- 1996: Cirano de Dominicis, Marc Mézard
- 1997: Michèle Vergne
- 1998: Michel Brune, Jean-Michel Raimond
- 1999: Yves Colin de Verdière
- 2000: Pierre Suquet
- 2001: Bernard Derrida
- 2002: Massimo Salvatores
- 2003: Gilles Lebeau
- 2004, 2005, 2006: In diesen Jahren wurde der Preis nicht verliehen.
- 2007: Alfred Vidal-Madjar
- 2008: Gérard Iooss
- 2009: Ian Campbell
- 2010: Nicolas Nikolski
- 2011: Daniel Maystre
- 2012: Jean-Marc Chomaz
- 2013: Arnaud Beauville
- 2014: Gilles Chabrier
- 2015: Michel Fliess
- 2016: Alain Brillet
- 2017: Jean-François Joanny
- 2018: Frank Merle
- 2019: Jacqueline Bloch
- 2020: Guy David
- 2021: Geodynamo-Team am ISTerre
- 2022: Yann Brenier
- 2023: Philippe Grangier[1]
- 2024: Xavier Pennec[2]